# ريجنالد س. ليندسي
ريجنالد س. ليندسي (بالإنجليزية: Reginald C. Lindsay)‏ هو قاضي ومحامي أمريكي، ولد في 19 مارس 1945 في برمنغهام في الولايات المتحدة، وتوفي في 12 مارس 2009 في بوسطن في الولايات المتحدة.